# 中国翻译研究院
中国翻译研究院（英語：China Academy of Translation）隶属于中国外文局。

## 简介
2014年7月29日，中国翻译研究院成立仪式在北京举行。中共中央宣传部副部长、国务院新闻办公室主任蔡名照与会并致辞，中国翻译协会会长李肇星发来贺信祝贺。中国外文局局长周明伟担任中国翻译研究院第一任院长。中国翻译研究院成立仪式的同时举行了"中国文化对外交流与中译外人才培养"高峰论坛。

## 历任院长
- 周明伟（2014年7月-）